# Albert Kraus
Pour les articles homonymes, voir Kraus.
Albert Kraus est un boxeur pieds-poings et un artiste martial néerlandais né le 3 août 1980. Il mesure 1,76 m pour environ 70 kg (catégorie des poids welters). C’est le premier combattant de l’histoire à avoir remporté la couronne du K-1 World MAX.
En 2009, son club est le Super Pro Gym et il est entraîné par Dennis Krauweel.
Surnommé "The Hurricane", Albert Kraus est un redoutable puncheur. Il a abrégé plusieurs de ses rencontres avec ses techniques de poing. Il combat régulièrement lors des K-1 World MAX, mais il a également participé à la "Superkombat", autre célèbre organisation de combats pieds-poings.

## Biographie
Albert Kraus fait ses débuts dans une grande compétition lors du K-1 World MAX des Pays-Bas (K-1 Holland GP 2002) à Arnhem en 2002, tournoi qu’il remporte brillamment. À la suite de sa performance, il est invité par l’organisation japonaise pour participer aux dernières phases du K-1 World MAX 2002 Final, le 11 mai. En quarts de finale, il rencontre le Néo-Zélandais Shane Chapman, et remporte le match par décision unanime avec pointage très serré. En demi-finales, il affronte la vedette japonaise, Masato, et abrège le combat au premier round à 2 min 31. Il remportera la finale face au Thaïlandais Kaola Kaovichit par K.O. au premier round en 1 min ; cela avec un enchaînement de coups de poing.
Pour la 6e édition du K-1 World MAX 2007 Final, le 3 octobre, en quarts de finale, il bât le grand technicien japonais, Yoshihiro Sato. En demi-finales, il affronte son compatriote la star néerlandaise, Andy Souwer, et perdra par décision à la majorité des juges. Ainsi, il n’aura pas l’occasion de disputer la finale contre le Japonais Masato. Ce dernier perdra en finale face à Andy Souwer.

## Style de boxe
Albert Kraus est un combattant à la  façon de combattre plutôt classique. Ce qui fait sa particularité de son jeu, c’est sa férocité, sa résistance aux coups et son bon punch (environ 50 % de victoires avant la limite).
Ses offensives sont faites de gestes simples (coups de poing et coups de pied circulaires). Ses coups sont vifs et « destructeurs ».
Côté défense, il s'appuie principalement sur sa forte capacité à bloquer (et surtout à « encaisser » les chocs).
Sa principale  façon de combattre est la « marche en avant » combinée à un travail de « sape ». Ce style de boxe est à l'image d’un engin de démolition ou à un ouragan (d’où son surnom de The Hurricane).

## Titres
- Champion d'Europe IKBO 2006
- Champion du Monde WPKA 2005
- Champion du Benelux WPKC
- Vainqueur du K-1 World MAX 2002 Final et finaliste en 2003
- Champion du Monde WKA 2001
- Champion d'Europe IKBF
- Champion des Pays-Bas FIMAC.